# Talusan
Talusan est une localité de la province du Zamboanga Sibugay, aux Philippines. En 2015, elle compte 29 969 habitants.